# Japchae

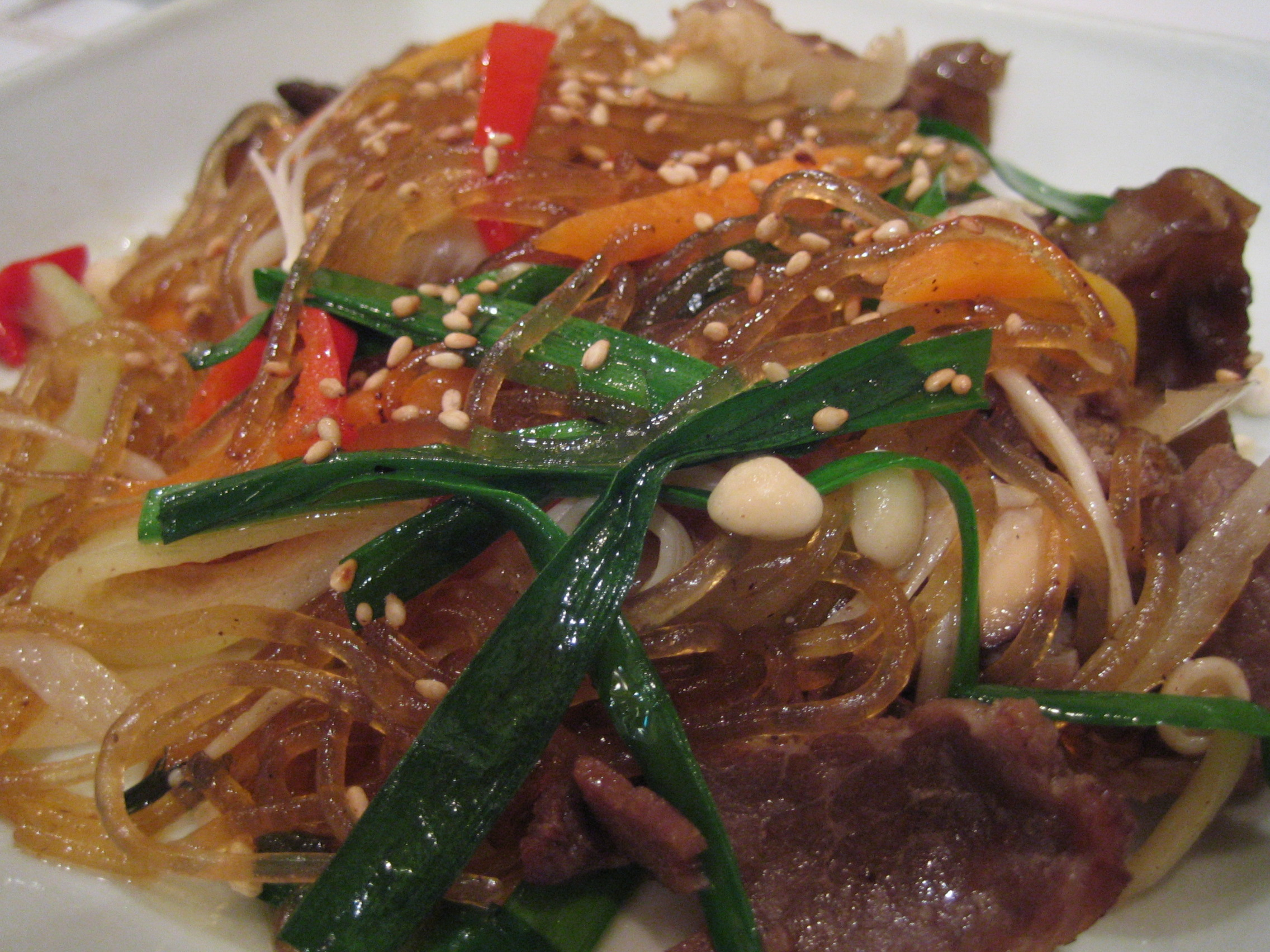
잡채, Chapchae.

El japchae (hangul 잡채, hanja 雜菜) es un plato típico de la cocina coreana elaborado de un tipo de fideo celofán denominado dang myeon, hechos de almidón de batata, preparados stir fried en aceite de sésamo con carne de vaca en tiras y todo ello mezclado con diversos verduras (generalmente zanahorias cortadas en juliana, cebollas, espinacas y setas), todo ello saborizado con salsa de soja y endulzado ligeramente con algo de azúcar. Se suele servir decorado con semillas de sésamo y tiras de chili. Por regla general el japchae se sirve generalmente como un plato de acompañamiento, aunque también puede verse como plato principal. Se puede ver también en una cama de arroz, de esta forma se conoce como japchae-bap (잡채밥). El nombre japchae significa literalmente "mezcla de verduras" ('jap' se traduce como una mezcla y 'chae' es verdura). Este plato se sirve en las ocasiones especiales, así como en las fiestas.

## Historia
Se sabe que el japchae fue cocinado ya en el siglo XVII cuando la dinastía Chosun reinaba en la Corea peninsular. Cuando el rey, Kwanghea-Gun organizó una gran fiesta en su palacio, cuando uno de sus vasallos, Choong Lee, cuentan que creó este delicioso plato para la fiesta real del palacio. Al rey le gustó mucho la elaboración de este plato y le promocionó a Secretario del Tesoro. Se sabe que por aquellos años el japchae se elaboraba con verduras y setas, así como pepinos troceados, daikon y shiitake. El Japchae fue más tarde adoptado en la cocina popular y su popularidad aumentó en el siglo XX cuando los fideos de batata fueron introducidos en Korea desde China. Estos noodles se han convertido en el principal y más característico ingrediente de la receta.